# Bengt Sundkler

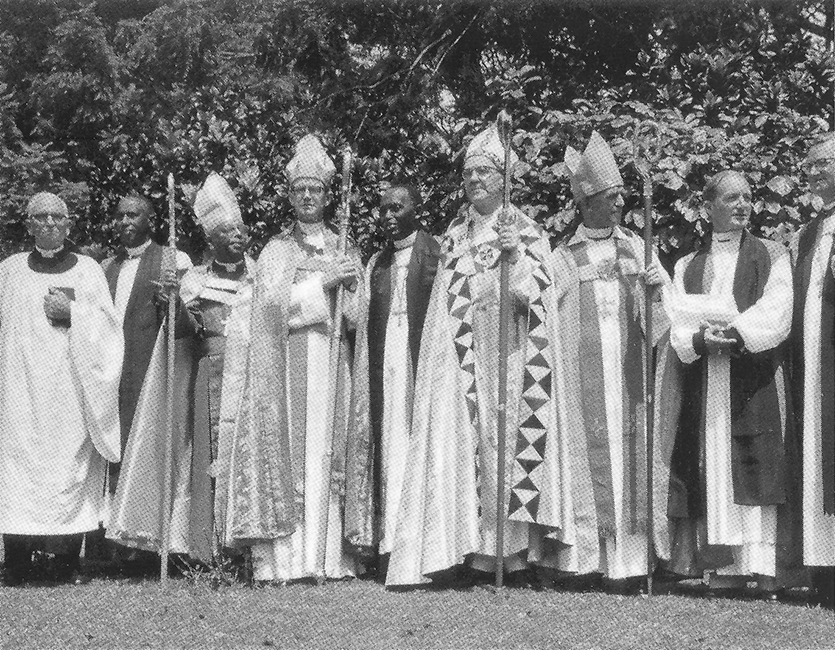
Bengt Sundkler (vierter von links) bei der Bischofsweihe 1961

Bengt Gustav Malcolm Sundkler (* 7. Mai 1909 in Degerfors, Västerbotten; † 5. April 1995 in Uppsala) war ein schwedischer Missionar, Bischof und Religionswissenschaftler, der an der Universität Uppsala als Professor für Kirchengeschichte und Missionswissenschaft lehrte.

## Leben und Werk
Bengt Sundkler wurde 1909 geboren. Ab 1929 studierte er an der Universität Uppsala und erwarb 1936 den Grad eines Lic. theol. Im Mai 1936 wurde er ordiniert und im gleichen Jahr zum Dr. theol. promoviert. Von 1937 bis 1942 wirkte er als Missionar in Südafrika, anschließend in Tanganjika. 1945 wurde er Dozent für Missionswissenschaft in Uppsala; im Frühjahr 1947 vertrat er die Professur für Missionsgeschichte; 1948/1949 arbeitete er als Forschungssekretär des Internationalen Missionsrates in London. Nach dem Erscheinen seiner Arbeit Bantupropheten in Südafrika, die den religiösen und sozialen Hintergrund der Zulus skizziert und den Aufstieg der Unabhängigen Kirchenbewegung diskutiert, wurde er 1949 auf die Professur für Missionsgeschichte in Uppsala berufen, die er bis zu seinem Ruhestand 1974 innehatte. 1952 gründete er ein Institut für Missionswissenschaft. 1961 wurde Sundkler zum Bischof der lutherischen Kirche in Bukoba (Tanganjika) gewählt, wo er bereits als Missionar und Superintendent gewirkt hatte. Er förderte die Entwicklung hin zu einer eigenständigen afrikanischen Kirche und gab Ende 1964 sein Bischofsamt an Josiah Kibira ab.
Zu seinen Publikationen zählen zahlreiche exegetische, dogmatische und missionswissenschaftliche Werke. Daneben hatte er zahlreiche Ehrenämter inne, z. B. als Vorsitzender des Förbund för kristen fostran 1952–1961 und als Mitglied im Zentralausschuss des Weltkirchenrates 1961–1965.

## Publikationen (Auswahl)
- Contributions à l'étude de la pensée missionnaire dans le nouveau testament. Uppsala : Neutestamentl. Seminar, 1937
- Bantu Prophets in South Africa. Lutterworth Press. London 1948 (aktualisiert 1961).
  - Bantupropheten in Südafrika. [Aus d. Engl. Dt. von Hans Joachim Ruprecht]. Stuttgart : Evang. Verl.-Werk, 1964 (Band 3 der Reihe B von Die Kirchen der Welt) (Verlagstext)
- Bilder aus Buhaja. Bethel b. Bielefeld : Verlagshandl. d. Anstalt Bethel, 1949
- Church of South India: The movement towards union 1900–1947. London Lutterworth Press 1954
- The Christian Ministry in Africa. SCM Press 1960
- The World of Mission. Eerdmans, Grand Rapids MI, 1965
- Nathan Söderblom. His Life and Work. Almqvist & Wiksell, 1968.
- Nathan Söderblom och hans möten. Gummessons, 1975, ISBN 91-7070-452-X.
- Zulu Zion and some Swazi Zionists. Gleerups (with the Oxford University Press), Uppsala 1976
- Bara Bukoba. Church and Community in Tanzania. C. Hurst & Co. Publishers Ltd, 1980
- A History of the Church in Africa, von Bengt Sundkler und Christopher Steed. Cambridge: Cambridge University Press, 2000 (Online-Teilansicht)